# 대전한화생명볼파크
대전한화생명볼파크(Daejeon Hanwha Life Ballpark)는 대한민국 대전광역시 중구 부사동에 있는 야구장이다.

## 역사
2000년대 중순부터 기존 한밭종합운동장 야구장의 노후화 문제가 거론되어 대전광역시는 2007년부터 계획한 대전 서남부 종합스포츠 타운 조성 계획안을 토대로 3만 석 규모의 야구장을 해당 위치에 신축하기로 하였다. 대전광역시는 5월 중으로 국토교통부 중앙도시계획위원회에 유성구 용계동, 학하동, 대정동 121만 7000 ㎡에 대해 그린벨트 해제 심의를 신청하고 그린벨트 해제가 원활히 진행될 경우 곧바로 도시계획 설계 작업을 착수하기로 하였다. 이후 대전신축야구장을 포함한 종합스포츠 타운 조성 1단계 사업을 2023년 완공을 목표로 진행할 것을 발표하였다. 하지만 대전시의 그린벨트 해제 신청이 지속적으로 반려되면서 사업 추진을 진행하지 못했다.
결국 서남부 종합스포츠타운은 2015년 타당성 조사결과 축소 및 주민 여가 스포츠 시설쪽으로 결론이 났다.
2018년 지방선거 당시 신구장 건립이 이슈가 되었다.
이에 대전시장 후보들은 모두 대전 신구장 공약을 내걸었으며, 허태정 더불어민주당 후보는 당시의 한밭종합운동장 주경기장 위치에 신구장을 짓고 이를 보문산과 대전 오-월드, 뿌리공원까지 연계한 (가칭) '베이스볼 드림 파크' 공약을 발표했으며, 이는 신구장 건립을 기대하던 대전시민들에게 좋은 기회였다.
이후 대전시는 예산을 확보해 야구장 부지 및 입지조건 타당성 조사를 진행하였으며, 중구의 한밭종합운동장 부지 외 동구 대전역 선상야구장, 대덕구 신대동, 유성구 구암역 인근 등 각 지자체별로 후보지 발표를 하며 각축전을 벌였다.
각 지자체별로 유치총력을 기울였지만, 주로 동구와 중구가 활발히 움직였다. 동구는 대전역 선상위라는 발상으로 구도심 상권과 소외된 동구주민들의 경제발전이라는 키워드로 홍보하였으나, 선상야구장의 기술적 문제가 예상되었다.
중구는 당초 허태정 시장의 공약사항을 이행하라는 요구와 함께 대전지하상가를 야구장까지 연결하는 등 다양한 방안을 강구하고 있다.
2019년 3월 21일 건립 부지가 중구 부사동 한밭종합운동장 위치로 확정됐으며 돔구장의 여부가 관심을 모았으나 개방형 구장으로 기본계획이 짜였다. 아직 시간이 많으니, 대전시 재정 여건과 향후 검토될 별도 민자사업 가능성 등 환경 변화를 고려해 추후 결정하는 것으로 정해졌다. 연면적 4만5000m2, 관람석 2만2000석 규모로 기본계획상 새 야구장은 개방형으로, 8만8천m2 부지에 지하 1층, 지상 4층 규모(연면적 5만2천100m2)로 지어진다. 1만8천300석은 내야석으로, 3천700석은 외야석으로 꾸며진다는 계획이다.
관람석을 필드와 가깝게 조성, 생생한 관람 환경을 제공할 예정이다. 1∼4층은 다채로운 이벤트가 가능하도록 파티 플로어, 스포츠용품 매장, 프리미엄 관람석 등으로 꾸민다는 구상이다.
야구장 지하에는 1천275면의 주차장이 조성된다. 인근 주차장 188면에 원도심 상생 주차장까지 조성되면 총 1천863대를 주차할 수 있는 주차장을 확보 가능할 것으로 전망된다.
총 사업비는 1,579억 원이다. 국비 200억 원, 시비 949억 원, 한화 이글스가 430억 원을 투자한다. 오는 7월까지 기본계획 용역을 마친 뒤 2020년 12월 31일까지 중앙투자심사 등 행정절차를 거쳐 공사를 진행한다.
2025년 1월 17일 경기장의 명칭이 대전한화생명볼파크로 확정되었다.

## 같이 보기
- 한밭종합운동장